# ビル・アーウィン (プロレスラー)
ワイルド・ビル・アーウィン（"Wild" Bill Irwin、本名：Barney William Irwin、1954年9月17日 - ）は、アメリカ合衆国の元プロレスラー。ミネソタ州ダルース出身（ジョージア州アトランタ出身ともされる）。
西部のアウトローをイメージしたカウボーイ系ヒールとして、テキサス州ダラス地区を主戦場に活動した。兄のスコット・アーウィンとのタッグチーム、ロング・ライダーズ（The Long Riders）での活躍も知られる。

## 来歴
デビュー後の1970年代後半は、ジム・バーネットの主宰するジョージア・チャンピオンシップ・レスリングで活動。アブドーラ・ザ・ブッチャー、スタン・ハンセン、アーニー・ラッド、マスクド・スーパースター、イワン・コロフ、オレイ・アンダーソン、リック・フレアーなどの大物ヒールのジョブ・ボーイを務めながら、ラフファイターとしてのキャリアを積んだ。
1979年より中西部のNWAセントラル・ステーツ地区に転戦し、翌1980年1月に全日本プロレスの『新春ジャイアント・シリーズ』に初来日。ビル・ロビンソン、ブルーザー・ブロディ、アンジェロ・モスカが外国人勢の主力となった同シリーズにおいて、同じく初来日のダッチ・マンテルと共に荒削りながらイキのいいラフファイトを披露、以降も全日本には度々来日することとなった。
1980年の下期からは、試合スタイルの荒っぽさから当時「無法地帯」と呼ばれていたテネシー州メンフィスのCWAに参戦。ジミー・ハート率いるヒール軍団「ファースト・ファミリー」に加入してジプシー・ジョーやキラー・カール・クラップともタッグを組み、ジェリー・ローラー、ビル・ダンディー、ジミー・バリアントらと抗争を繰り広げた。同年8月11日には、バリアント、ポール・エラリング、エディ・ギルバート、ソニー・キング、リッキー・モートンなど8選手が参加のワンナイト・トーナメントに優勝し、AWA南部ヘビー級王座を獲得している。
1981年の末よりテキサス州ダラスのWCCWを主戦場とし、アンドレ・ザ・ジャイアントともシングルマッチで対戦。1982年8月にはアル・マドリルからNWAテキサス・ヘビー級王座を奪取、以降デビッド・フォン・エリックを相手に同王座を争った。同年9月12日にはキングコング・バンディと組んでケビン&ケリー・フォン・エリックを破りNWAアメリカン・タッグ王座を獲得したが、11月26日にファビュラス・フリーバーズに奪取されている。1983年下期からはスカンドル・アクバをマネージャーに覆面レスラーのスーパー・デストロイヤー2号（The Super Destroyer #2）に変身、1号の兄スコット・アーウィンとのスーパー・デストロイヤーズで活動した。1984年2月にはスーパー・デストロイヤーズとして全日本プロレスに来日、2月26日に大阪府立体育館にて、阿修羅・原&石川隆士のアジア・タッグ王座に挑戦した。
1984年下期、ハーレーダビッドソンにまたがったバイカー系タッグチームのロング・ライダーズ（The Long Riders）をスコットと結成。11月18日にジョージア州アトランタのオムニ・コロシアムで行われたトーナメントの決勝でブラッド・アームストロング&ジャック・ルージョー・ジュニアを下し、空位となっていたNWAナショナル・タッグ王座を獲得した。翌1985年は地元ミネソタのAWAに参戦して、ロード・ウォリアーズやスコット・ホール&カート・ヘニングと抗争を展開。同年9月28日にシカゴのコミスキー・パークで行われたビッグイベント "SuperClash" ではハーリー・レイスとトリオを組み、日本から遠征してきたジャイアント馬場、ジャンボ鶴田、天龍源一郎のチームと対戦している。
スコットが病気のためリングを離れた1986年の下期からはカウボーイ・スタイルのシングル・プレイヤーに戻り（スコットは1987年9月5日に死去）、古巣のWCCWやビル・ワット主宰のUWF、初期のWCWなどを転戦（1987年4月には当時WCCWやUWFとの提携ルートを持っていた新日本プロレスへの来日が発表されたがキャンセルになっている）。1989年11月には、WCCW時代の盟友テリー・ゴディのパートナーとして全日本プロレスの『世界最強タッグ決定リーグ戦』に来日。戦績は芳しくなかったものの、牛追い鞭を振り回してスタン・ハンセンに喧嘩を売るなど変わらない無法ぶりを見せた。
1990年代前半はダラスの新団体GWFで活動。1993年2月21日にはWCWのPPV "SuperBrawl III" において、デイビーボーイ・スミスのWCWデビュー戦の相手を務めた。同年6月と翌1994年4月には、ケンドー・ナガサキが主宰していたNOWに来日している。1996年からはアイスホッケーのダーティー・プレイヤーをギミックとしたザ・グーン（The Goon）を名乗り、WWFのミッドカードに単発出場。エルボーイングやチャージングなどホッケーの反則行為を攻撃手段に、ベテランのジョバーとなってジ・アンダーテイカーとも対戦した。
1999年1月と6月および2000年9月には、ウォーリー山口が主宰していた日本のインディー団体「世界のプロレス」に来日。以降もダラスのインディー団体に参戦しつつ、ザ・グーンのキャラクターでWWEに時折登場しており、2001年4月1日の "WrestleMania X-Seven" のギミック・バトルロイヤルや、2007年12月10日の "RAW 15th Anniversary" でのスペシャル・バトルロイヤルなどに出場した。
引退後はホームタウンのミネソタ州ダルースにてレスリング・スクールを運営していると伝えられている。

## 得意技
- スーパープレックス
- バイシクル・キック
- エルボー・ドロップ
- エルボー・バット
- ラリアット

## 獲得タイトル
セントラル・ステーツ・レスリング
- NWAセントラル・ステーツ・タッグ王座：1回（w / ブライアン・セント・ジョン）[21]

コンチネンタル・レスリング・アソシエーション
- AWA南部ヘビー級王座：1回[7]
- AWA南部タッグ王座：1回（w / ラリー・レイザム）[22]

ワールド・クラス・チャンピオンシップ・レスリング
- NWA世界タッグ王座（ワールド・クラス版）：2回（w / フランク・デュセック、バグジー・マグロー）[23]
- NWAアメリカン・タッグ王座：5回（w / キングコング・バンディ、スーパー・デストロイヤー1号×3、スコット・アーウィン）[9]
- NWAテキサス・ヘビー級王座：1回[8]
- WCCW TV王座：4回[24]

チャンピオンシップ・レスリング・フロム・ジョージア
- NWAナショナル・タッグ王座：1回（w / スコット・アーウィン）[12]

Lutte Internationale
- カナディアン・インターナショナル・タッグ王座：1回（w / スコット・アーウィン）[25]

ユニバーサル・レスリング・フェデレーション
- UWF世界タッグ王座：1回（w / "バッド・バッド" レロイ・ブラウン）[26]

グローバル・レスリング・フェデレーション
- GWFブラスナックル王座：1回
- GWFタッグ王座：1回（w / ブラック・バート）